# Jarrett Jack
Jarrett Jack (Fort Washington, Maryland, 28 d'octubre de 1983) és un jugador estatunidenc de bàsquet que juga als New York Knicks a la NBA. Fa 1,91 m i pesa 91 kg. Normalment ocupa la posició de base, encara que també pot jugar com a escorta gràcies a la seva capacitat anotadora (aquesta qualitat també li permet sortir junt amb els jugadors de la banqueta i ser el líder anotador de la segona unitat).